# RADIANT MORNING
RADIANT MORNING（ラディアント モーニング）は、エフエム京都(α-STATION)で毎週土・日曜の7:00～11:00に放送されているラジオ番組。1994年4月開始(途中中断時期あり)。

## 概要
四半世紀以上続く番組ではあるが、曜日や放送期によって時間や内容が大きく変わっている。初期の頃は、ノンDJの音楽番組で、改編期ごとに放送時間や内容が変動していたが、ここ数年はDJを起用したトークと80～90年代をメインとした音楽で構成されている。

### Saturday
1999年4月、日曜日から延長する形で新設。2009年4月再開後はしもぐち☆雅充が担当中。Sundayと比べて、コーナーが多く、その大半がスポンサードコーナーでもある。楽曲は邦楽を中心にセレクトされており、2000 - 2010年代の曲であっても、全体の番組の空気に合わせてチョイスされる傾向がある。
2021年4月以降、土曜日はこのあとに『Saturday Junction』が放送されるが、生放送が連続する点を活かしてその番組のDJ陣に何かしらの振りやコメントを残していくのが恒例である。特にエフエム大阪担当・遠藤淳に対してはムチャぶりの様相を呈しているが、Kiss FM KOBE担当・藤原岬にも2022年11月以降、ムチャぶりの傾向が見られる。『Saturday Junction』当日のテーマにちなんで、しもぐちがサタジャンコールを熱唱している。
2023年4月現在放送のコーナー
- 5・7・5（Five-Seven-Five）
- Be Happy!
- Star☆Hut Trick
- Evergreen Life
- UMI NO KYOTO NAVIGATION
- Star☆Clinic
- RADIANT Nice Lyric
- Mayor Talks Kyoto

### Sunday
未放送時期があるとはいえ、番組の歴史上こちらが長い。2015年4月再開後は『α-KYOTO CONTENTS FILE』から続投する形で川原ちかよが担当したが、1年後に夕方に放送していた『TWILIGHT AVENUE』から後藤晃宏が移動してきて今に至る。Saturdayと異なり、コーナーは少なく、後藤担当後は洋楽を中心にセレクトされる。ステーションのNOW ON AIRには表示は出ないが、オンエア曲は番組ブログにまとめられる。
2023年4月現在放送のコーナー
- A Wonderful Drive

## 放送時間とDJ

### 放送時間
毎週土、日曜 7:00～11:00

### DJ
- しもぐち☆雅充（土曜日）
- 後藤晃宏（日曜日）

### 放送時間とDJの変遷
| 期間    | 期間   | 放送時間     | 放送時間     | DJ            | DJ            |
| 期間    | 期間   | 土曜         | 日曜         | 土曜          | 日曜          |
| ------- | ------ | ------------ | ------------ | ------------- | ------------- |
| 1994.4  | 1994.6 | （放送なし） | 6:00 - 8:00  | （放送なし）  | （ノンDJ)     |
| 1994.7  | 1994.8 | （放送なし） | 6:00 - 9:00  | （放送なし）  | （ノンDJ)     |
| 1994.9  | 1995.3 | （放送なし） | 6:00 - 9:00  | （放送なし）  | 能瀬裕子      |
| 1995.4  | 1996.9 | （放送なし） | 5:00 - 7:00  | （放送なし）  | （ノンDJ)     |
| 1996.10 | 1997.9 | （放送なし） | 7:00 - 9:00  | （放送なし）  | 玉川美沙      |
| 1997.10 | 1999.3 | （放送なし） | 7:00 - 9:00  | （放送なし）  | よしみなおみ  |
| 1999.4  | 2001.3 | 7:00 - 9:00  | 7:00 - 9:00  | ポール        | ポール        |
| 2001.4  | 2003.3 | 7:00 - 9:00  | 7:00 - 9:00  | 倉橋和香子    | 倉橋和香子    |
| 2003.4  | 2004.3 | 7:00 - 9:00  | 7:00 - 9:00  | 李由美        | 李由美        |
| 2004.4  | 2009.3 | （放送なし） | （放送なし） | （放送なし）  | （放送なし）  |
| 2009.4  | 2013.3 | 7:00 - 9:00  | 7:00 - 9:00  | しもぐち☆雅充 | しもぐち☆雅充 |
| 2013.4  | 2015.3 | 7:00 - 10:00 | (放送なし)   | しもぐち☆雅充 | (放送なし)    |
| 2015.4  | 2016.3 | 7:00 - 10:00 | 7:00 - 10:00 | しもぐち☆雅充 | 川原ちかよ    |
| 2016.4  | 2020.3 | 7:00 - 10:00 | 7:00 - 10:00 | しもぐち☆雅充 | 後藤晃宏      |
| 2020.4  | 現在   | 7:00 - 11:00 | 7:00 - 11:00 | しもぐち☆雅充 | 後藤晃宏      |

特記事項
- 1994年7月 - 後番組の「Sunshine Smile」(DJ:樋口了一)終了に伴う枠拡大
- 2009年4月 - 土曜日は『Saturday Journal』の終了に伴い開始
- 2013年4月 - 2015年3月の間、日曜日は『α-KYOTO CONTENTS FILE』が放送されていた。

## 特別番組
当番組で初めての特別番組として、α-STATION開局記念日の前日である2015年6月30日に "RADIANT なつか NIGHT" が放送された。
放送時間は、通常はノンDJ番組 "PLAY BACK" が放送されている23:00 - 25:00。DJは、土曜日担当のしもぐち☆雅充と日曜日担当の川原ちかよが、当番組で初めて共演した。提供はJoshinの一社提供であった。
特別番組では、当番組のキーワードである"懐かしい"にちなみ、邦楽・洋楽を問わず懐かしい楽曲が放送され、リスナーからのリクエストを募った。また、トーク内容も"あなたが懐かしいなぁ...と思うこと"というテーマで募り、"おしゃべりモンスター"ことしもぐちと川原の熱いトークが繰り広げられた。
余談だが、番組内でしもぐちと川原のトークが止まらず、終了時刻の25:00を過ぎても放送が続いた。そのため、次番組であるノンDJ番組 "QUESTION CUT" の放送が約10分遅れで開始し、その分放送時間が短縮された。